# Holoparamecus pumilus
Holoparamecus pumilus là một loài bọ cánh cứng trong họ Endomychidae. Loài này được Sharp miêu tả khoa học năm 1902.